# Tihomir Šareski
Tihomir Šareski, makedonski general, * 15. april 1921, † 2. februar 2004.

## Življenjepis
Leta 1941 je postal član KPJ in leta 1943 je vstopil v NOVJ; med vojno je bil poveljnik več enot.
Po vojni je bil poveljnik polka, poveljnik motoriziranega odreda JLA, poveljnik divizije, pomočnik poveljnika za teritorij armade, načelnik štaba armade,...